# Kamiwaza Wanda
Kamiwaza Wanda (カミワザ・ワンダ?) è un media franchise giapponese creato da Tomy e TBS. Consiste in vari manga serializzati su diverse riviste di Shogakukan da febbraio 2016, in una serie televisiva anime di TMS Entertainment andata in onda su TBS dal 23 aprile 2016, e in un videogioco per Nintendo 3DS pubblicato il 27 ottobre 2016.

## Personaggi
Wanda (ワンダ?)
Doppiato da: Kappei Yamaguchi
Yūto (ユート?)
Doppiato da: Sachi Kokuryū
Yui (ユイ?)
Doppiata da: Misaki Kuno
Mirai (ミライ?)
Doppiata da: Suzuko Mimori
Shū (シュウ?)
Doppiato da: Kei Shindō
Sōma (ソウマ?)
Doppiato da: Shūei Iwase
Nicole (ニコル?, Nikoru)
Doppiata da: Jun Miruno
Terara (テララ?)
Doppiata da: Emiri Katō
Megaga (メガガ?)
Doppiato da: Shinya Hamazoe
Gigaga (ギガガ?)
Doppiato da: Shinnosuke Ogami